# La Cage aux folles (musical)

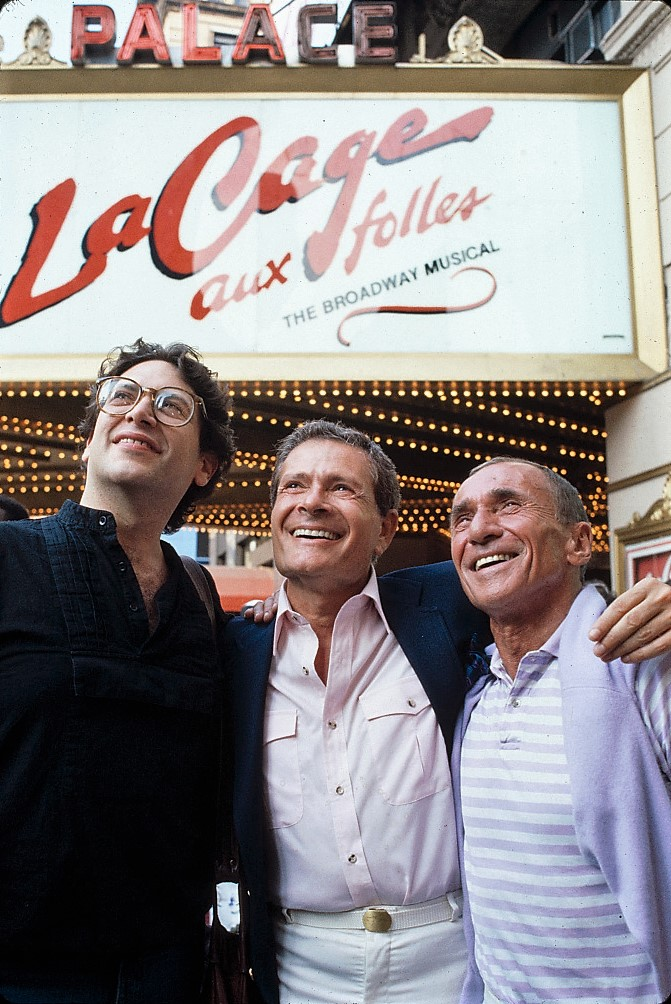
Harvey Fierstein, Jerry Herman i Arthur Laurents

La Cage aux folles és un musical amb llibret de Harvey Fierstein i lletres i música de Jerry Herman. Basat en l'obra teatral francesa homònima de Jean Poiret, se centra en una parella gay: Georges, el director d'un night-club a Saint-Tropez que ofereix un espectacle de drags, i d'Albin, la seva parella i estrella de l'espectacle, i la farsa que han de fer quan Jean-Michel, el fill de George, porta a casa els pares ultra-conservadors de la seva promesa.
La producció original de Broadway de 1983 rebé 9 nominacions als Premis Tony, dels quals en guanyà sis, incloent els de Millor Musical, Millor Banda Sonora i Millor Llibret. L'èxit de la producció comportà que el musical viatgés a Londres, així com que realitzés diverses gires internacionals. El revival a Broadway del 2004 guanyà el Premi Tony al Millor Revival de Musical. La Cage aux folles és l'únic musical que ha guanyat el Tony a Millor Revival en dues ocasions i és l'únic espectacle que ha guanyat un Tony a Millor Producció (Millor Musical o Millor Revival de Musical) en cadascuna de les seves produccions a Broadway.

## Rerefons
Allan Carr, productor de l'exitosa adaptació cinematogràfica de Grease (1978) volia treballar al teatre, i pensà que una versió musical de l'èxit cinematogràfic del moment La Cage aux folles seria ideal pel seu debut a Broadway. Però no va poder obtenir els drets de la pel·lícula i va haver d'assegurar els drets del llibret teatral. Carr contractà a Jay Presson Allen per escriure el llibret i a Maury Yeston per compondre la banda sonora de The Queen of Basin Street, una versió americanitzada situada a Nova Orleans. Amb Mike Nichols com a director i Tommy Tune com a coreògraf; Carr començà a buscar productors executius, signant amb Fritz Holt i Barry Brown, els quals acomiadaren immediatament tot l'equip creatiu reunit per Carr. Tots ells iniciaren demandes, però només Yeston va guanyar-la, aconseguint cobrar un petit royalty de La Cage.
Holt i Brown havien produït el revival de 1974 de Gypsy, dirigit per Arthur Laurents, a qui es veieren perquè dirigís la nova aventura. Laurents no era un fan de les drags i pensava que Holt i Brown mai no trobarien inversors per finançar un projecte de temàtica gai en un moment quan, durant els primers anys de l'epidèmia de la SIDA, l'homofòbia era major que mai. Va acceptar només perquè Holt i Brown eren amics i volia seguir amb Carr el temps que fos possible, però el seu interès augmentà quan se n'assabentà que Harvey Fierstein i Jerry Herman s'havien unit al projecte.
Segons Laurents, quan es trobà amb Fierstein i Herman per primera vegada, ja havien restaurat tant el títol com la ubicació de l'obra original, però no havien escrit ni un esborrany per l'argument. Tot el que tenien era la cançó de Herman "I Am What I Am", i Laurents immediatament la va veure com el tancament del primer acte. Laurents després afirmaria que quan explicà la seva idea a Fierstein i a Herman, inspirà la direcció en la que van escriure el musical. Herman explicà una versió diferent, segons la qual els anava bé quan Fierstein arribà un dia amb una escena ferotge que havia escrit pel final del Primer Acte que incloïa la sentència "Sóc el que sóc" ("I am what I am"). Encantat, li demanà emprar les 5 paraules, afirmant que podia tenir una cançó per a l'endemà, la qual cosa va fer. Amb l'activista gay Fierstein i el polític Laurents a bord, l'espectacle podria haver esdevingut una polèmica diatriba sobre els drets gays. Però Herman va ser una influència moderada. Havent patit una sèrie de decepcions amb espectacles de temàtica més fosca des de 1969, volia un èxit amb un entreteniment emocional, amb cançons i balls optimístics que agradés al públic de classe mitjana. L'equip optà per crear "una comèdia musical encantadora i colorista; una peça d'entreteniment a la vella manera", com Herman afirmà a les seves memòries Showtune. Al "presentar els seus sentiments en una forma entretingudament dolça", l'equip va poder enviar el seu missatge de temàtica gay amb més impacte del que podria haver tingut amb una aproximació més agressiva.
Fierstein, Herman i Laurents es trobaren diàriament a l'apartament de Herman a Manhattan per treballar en el musical. Com que estaven limitats a usar només com a font el guió de Poiret, no podien incloure el personatge de la mare de Jean-Michel, que havia estat creada per a la pel·lícula. Centraren l'argument en el fet que la relació de Georges i Albin sembla tan natural que el noi pot acceptar un home com la "seva mare". Els tres acordaren que calia que Albin fos tan glamurós com fos possible, i Theoni V. Aldredge va ser contractat com a dissenyador de vestuari per assolir aquest objectiu.
Els productors prepararen proves a Boston, i just abans de la segona prèvia (la primera va haver de cancel·lar-se a causa de problemes amb la mecànica), Herman va tenir un atac de pànic provocat pel seu temor que la ciutat potser era massa conservadora per rebre un musical de temàtica gay, encara que hagués estat destinat a tots els públics. El públic de Boston li donà una recepció entusiasta, i els tres creadors coincidiren en afirmar que bàsicament era una història d'amor en què els amants pràcticament no es toquen. Fierstein suggerí que, al final, es fessin un petó a la galta, i Laurents, citant el costum francès en què els homes es besen a les galtes, va estar d'acord.
George Hearn com Albin tenia tots els grans números musicals. El seu personatge era complet, i darrere l'artista drag, el públic podia veure "una persona impulsada a prendre una decisió per a si mateix – una idea amb la que tothom s'identifica.". En contrast, tothom durant els assaigs hagués estat d'acord a acomiadar Gene Barry, que era considerat com adequat però no destacat com a Georges, però trobar un substitut seria difícil. Finalment, just abans de la nit d'estrena, Laurents el dirigí de manera que sempre mirés a l'interior dels ull de Hearn, en tot moment en què tots dos coincidissin a l'escenari, de manera que el públic pogués sentir com eren de fons els seus sentiments. El director també havia fet que Georges presentés els diversos números del club de manera més florida, com una ària que aterrarà com un número musical. Aquesta direcció escènica de darrer moment va permetre a Barry tingués una millor comprensió del seu personatge.
D'acord amb l'historiador John Kenrick, La Cage aux folles va ajudar a fer que la temporada de 1983 a Broadway fos potent. Cità que després de La Cage aux folles i Big River el 1985, per primera vegada des d'Oklahoma! hauria de passar tota una dècada abans que un musical americà nou sobrepassés la marca de les 1.000 funcions.

## Sinopsi

### I Acte
Georges, mestre de cerimònies, dona la benvinguda al públic del seu nightclub de drags a St. Tropez, "La Cage aux folles". Les coristes, conegudes com a Les Cagelles, fan la seva entrada i es presenten al públic ("We Are What We Are"). Georges i la seva "esposa", Albin", han viscut feliços junts durant anys en un apartament al damunt de "La Cage" amb la seva "minyona" negre (o de qualsevol altra minoria), en Jacob. Albin és una drag queen i l'estrella principal de La Cage aux folles, sota el nom artístic de "Zaza".
Mentre que Albin es prepara per actuar ("[A Little More] Mascara"), Jean-Michel, el fill de 24 anys de Georges (fruit d'una confusa i jove relació amb una dona anomenada Sybil) arriba a casa amb la notícia que està promès amb Anne Dindon. Georges dubta en aprovar el compromís de Jean-Michel, però aquest assegura al seu pare que realment està enamorat d'Anne ("With Anne on My Arm"). Malauradament, el seu pare presideix el "Partit Tradició, Família i Moralitat", l'objectiu del qual és tancar els clubs locals de drags. Els pares d'Anne volen conèixer als seus futurs consogres. Jean-Michel ha mentit a la seva promesa, descrivint a Georges com un diplomàtic retirat. Jean-Michel prega a Georges que digui a Albin que marxi (així com els seus companys gays) durant la visita, i que Georges redecori l'apartament de manera més convencional. Jean-Michel també li demana que convidi a Sybil, a qui pràcticament no ha vist des del seu naixement, a sopar durant l'absència d'Albin. Albin torna del show per saludar al seu fill quan Georges suggereix que podrien anar a fer un tomb ("With You on My Arm").
Quan estan fora, Georges intenta suavitzar les emocions d'Albin abans de dir-li la petició que li ha fet Jean-Michel ("Song on the Sand"). Abans que Georges li pugui dir les notícies, Albin diu que han de córrer cap a La Cage per arribar a temps del nou espectacle. Arriben a temps i Albin pren l'escenari de nou com a Zaza ("La Cage aux folles"). Mentre que Albin està actuant, Georges i Jean-Michel redecoren a correcuita la casa. Mentre que Albin s'està canviant pel seu número següent, els veu portant les seves coes. Georges finalment explica a Albin el pla de Jean-Michel i espera que Albin exploti de fúria, tot i que aquest queda en silenci. Albin torna a unir-se a Les Cagelles a escena i els diu que marxin. Llavors comença a cantar sol desafiant a Jean-Michel, afirmant que està orgullós de qui és i es nega a canviar per qui sigui ("I Am What I Am"). Tira la seva perruca a Georges i marxa corrent.

### II Acte
L'endemà al matí, Georges troba l'Albin després de la seva abrupta marxa i es disculpa ("Song on the Sand [Reprise]"). Llavors suggereix a Albin que es vesteixi pel sopar com el masculí "Oncle Al". Albin dubta, però a contracor accepta fer d'heterosexual per a Jean-Michel ("Masculinity"). De tornada al castament redecorat apartament, Georges mostra "l'oncle Al" a Jean-Michel. A Jean-Michel no li agrada la idea, i expressa el seu disgust per com viu Albin. Enfadat, Georges recorda a Jean-Michel com l'Albin ha estat una bona "mare" per a ell ("Look Over There"). Llavors reben un telegrama que els diu que la mare de Jean-Michel, Sybil, no anirà, mentre que arriben els pares d'Anne ("Dishes [Cocktail Counterpoint]"). Esperant arreglar el dia, Albin apareix com la grassa i quarentona mare de Jean-Michel, amb perles i sabates sensibles. El nerviós Jacob crema el sopar, i reserven una taula a un restaurant local, "Chez Jacqueline", l'amo del qual és una vella amiga de Georges i Albin. Ningú ha avisat a Jacqueline de la situació, i li demana a Albin (com Zaza) que canti una cançó ("The Best of Times"). Tots als restaurant comencen a participar en la cançó, fent que Albin es perdi en el frenesí de l'actuació i que es tregui la perruca al clímax de la cançó, mostrant la seva veritable identitat.
De tornada a l'apartament, els Dindons demanen a la seva filla que deixi al seu promès, car estan horroritzats dels seus pares homosexuals, però ella està enamorada de Jean-Michel i es nega a deixar-lo. Jean-Michel, profondament avergonyit per com ha tractat l'Albin, li demana perdó ("Look Over There [Reprise]"), el qual és amorosament concedit. Els Dindons es preparen per marxar, però la sortida està bloquejada per Jacqueline, que ha arribat amb tot de periodistes, preparats per fotografiar aquest notori activista homòfob amb Zaza. Georges i Albin tenen una proposta: si Anne i Jean-Michel poden casar-se, Georges ajudarà a escapar als Dindons per la porta del costat de "La Cage aux folles". Els Dindons accepten, i fugen vestits de drags enmig de la revista del nightclub, i tot acaba bé ("Finale [With You On My Arm/La Cage Aux Folles/Song on the Sand/The Best Of Times]").

## Personatges
- Albin – Estrella del club La Cage club com la drag queen "Zaza."
- Georges – Parella d'Albin, propietari i presentador de La Cage.
- Jacob – Majordom (o dispesera), i assistent personal d'Albin.
- Jean-Michel – Fill de Georges fruit d'una fugaç relació vint anys enrere.
- Anne Dindon – Promesa de Jean-Michel.
- Monsieur Edouard Dindon – Pare d'Anne i líder del Partit per la Tradició, la Família i la Moralitat.
- Madame Marie Dindon – Esposa d'Edouard i mare d'Anne.
- Jaqueline – Amic d'Albin i propietàri del restaurant "Chez Jaqueline."
- Monsieur i Madame Renaud – Propietaris de Promenade Café.
- Les Cagelles – Less drag que actuen a La Cage, fent de coristes per Zaza (Albin).

## Produccions

### Producció original de Broadway
La Cage aux folles va estrenar-se al Palace Theatre el 21 d'agost de 1983. Estava dirigit per Arthur Laurents i coreografiat per Scott Salmon. El repartiment original incloïa a Gene Barry com Georges i George Hearn com Albin, amb John Weiner com Jean-Michel, Walter Charles com M. Renaud, Jay Garner com Edouard Dindon, Merle Louise com Mme. Dindon, Elizabeth Parrish com Jacqueline, Leslie Stevens com Anne, i William Thomas, Jr. com Jacob. Entre els actors que posteriorment intervindrien estaven Walter Charles, Keene Curtis, Van Johnson, Peter Marshall, Keith Michell i Lee Roy Reams. La producció va rebre 9 nominacions als Premis Tony, dels quals en guanyà sis, incloent el de Millor Musical, Millor Partitura i Millor Llibret. Guanyà a diversos competidors forts, incloent Sunday in the Park with George de Stephen Sondheim. També guanyà 3 Premis Drama Desk. La producció es representà durant 4 anys, amb 1.761 funcions realitzades, tancant el 15 de novembre de 1987. Després del gran èxit de la producció la nit de l'estrena, Herman se sentí reivindicat. No "tenia res més que demostrar" als seus crítics i "va prometre no tornar a escriure cap altre show per Broadway".

### Producció original de Londres
El show va estrenar-se al London Palladium del West End el 7 de maig de 1986, amb el mateix equip creatiu que la producció a Broadway. Hearn també viatjà amb la producció, gràcies a un acord entre els sindicats d'actors (i així Robert Lindsay podia aparèixer a la producció de Me and My Girl a Broadway.). La producció també estava protagonitzada per Denis Quilley com Georges, Jonathon Morris com Jean-Michel, Richard Owens com M. Renaud, Brian Glover com Edouard Dindon, Julia Sutton com Mme. Dindon, Phyllida Law com Jacqueline, Wendy Roe com Anne, Donald Waugh com Jacob i Martin J Barker com Chantal. Només es realitzaren 301 funcions. La seva curta estada a Londres i el fracàs financer va ser parcialment culpat a la crisi de la SIDA, i el productors es mostraren incòmodes per representar homosexuals en escena de manera tan oberta durant un temps.

### Revival de Broadway de 2004
El primer revival de Broadway s'estrenà al Marquis Theatre, començant les prèvies l'11 de novembre de 2004, i estrenant oficialment el 9 de desembre de 2004. Estava dirigit per Jerry Zaks i Jerry Mitchell com a coreògraf; i estava interpretat per Gary Beach com Albin, Daniel Davis com Georges, Gavin Creel com Jean-Michel, Merwin Foard com M. Renaud, Michael Mulheren com Edouard Dindon, Linda Balgord com Mme. Dindon, Ruth Williamson com Jacqueline, Angela Gaylor com Anne, i Michael Benjamin Washington com Jacob. Robert Goulet substituí a Davis com a Georges el 15 d'abril de 2005, interpretant-lo fins al tancament de la producció; i va obtenir unes crítiques variades. Va guanyar diversos premis Tony i Drama Desk; i tancà el 26 de juny del 2005. Les vendes d'entrades no havien augmentat després del lliurament dels Tony, i durant els mesos anteriors a la cloenda no s'estava venent per damunt del 60% de la capacitat del teatre.

### Revival de Londres de 2008
La Menier Chocolate Factory estrenà el 8 de gener del 2008 un revival de petit format, protagonitzat per Philip Quast i Douglas Hodge, representant-se fins al 8 de març. També estava interpretat per Neil McDermott, Iain Mitchell i Una Stubbs, amb direcció de Terry Johnson i coreografia de Lynne Page. En estava previst que s'estrenés al desembre del 2007, però va haver de retardar-se en dues ocasions a causa de malaltia. En el moment en què s'estrenà, totes les entrades estaven exhaurides. La producció va rebre unes crítiques molt positives, especialment per la interpretació de Hodge com Albin.
La producció de la Menier Chocolate Factory va passar al Playhouse Theatre del West End el 20 d'octubre de 2008, co-produït per Sonia Friedman Productions, Robert G. Bartner, David Ian Productions, The Ambassador Theatre Group i Jamie Hendry Productions. Inicialment estava previst que es representés només 12 setmanes, però a causa del seu gran èxit, es prorrogà. Hodge repetí com a Albin, mentre que Denis Lawson interpretava a Georges. El repartiment també incloïa a Iain Mitchell com M Renaud/Edouard Dindon, Paula Wilcox com Mme. Ranaud/Mme. Dindon i Tracie Bennett com Jacqueline. La producció rebé bones crítiques, especialment les dedicades a Hodge i a Les Cagelles. El repartiment del 2008 aparegué a la Royal Variety Performance 2008, realitzada al London Palladium l'11 de desembre del 2008, amb la presència de diversos membres de la família reial britànica. La producció va guanyar el Premi Olivier a Millor Revival, i Hodge guanyà el de Milor Actor, amb un total de 7 nominacions. Els actors que interpretaven els papers d'Albin i Georges eren canviats cada 3 mesos, per mantenir la producció fresca i l'interès del públic viu: així, l'estrella de la televisió Graham Norton va interpretar el paper d'Albin el 19 de gener de 2009, juntament amb Steven Pacey com Georges. El 4 de maig del 2009 van ser substituïts pels veterans Roger Allam com Albin i Philip Quast com Georges; entre el 12 de setembre i el 28 de novembre, John Barrowman i Simon Burke interpretaren a Albin i Georges, respectivament. Douglas Hodge com Albin i Denis Lawson com Georges tornaren a la producció el 30 de novembre del 2009 fins a la seva cloenda, el 2 de gener del 2010.

### Revival de Broadway del 2010
Un traspàs del revival del 2008 de Londres a Broadway començà les prèvies al Longacre Theatreel 6 d'abril del 2010, estrenant el 18 d'abril. Douglas Hodge tornà a interpretar a Albin, mentre que Kelsey Grammer interpretava a Georges, en el que era el seu debut a un musical a Broadway (anteriorment havia interpretat Shakespeare). La producció rebé crítiques positives, en especial dirigides cap a Hodge i Grammer. Juntament a ells, el repartiment estava format per A.J Shively com Jean-Michel, Robin de Jesus com Jacob, Fred Applegate com M. Renaud/M. Dindon, Veanne Cox com Mme. Renaud/Mme. Dindon, Christine Andreas com Jacqueline i Elena Shaddow com Anne. La producció va ser nominada a 11 Tonys, guanyant-ne 3 (Millor Revival, Millor Actor de Musical – Hodge – i Millor Direcció). La producció tancà l'1 de maig de 2011, després de 433 funcions i 15 prèvies.
A l'octubre de 2011 ha d'iniciar-se una gira nacional, amb  George Hamilton com a Georges.
Substitucions notables
- Allyce Beasley substituí Veanne Cox com Mme. Renaud/Mme. Dindon el 14 de setembre de 2010.
- Jeffrey Tambor substituí Kelsey Grammer com Georges el 15 de febrer de 2011, però va abandoner la producció el 24 de febrer de 2011. Va ser substituït temporalment per Chris Hoch.[39]
- Harvey Fierstein substituí Douglas Hodge com Albin/Zaza el 15 de febrer de 2011.
- Wilson Jermaine Heredia substituí Robin de Jesus com Jacob el 15 de febrer de 2011.
- Michael McShane substituí Fred Applegate com M. Renaud/M. Dindon el 15 de febrer de 2011.
- Christopher Sieber substituí Jeffrey Tambor com Georges l'11 de marc de 2011.
- Veanne Cox returned to the role of Mme. Renaud/Mme. Dindon el 5 d'abril de 2011.
- Heather Lindell substituí Elena Shaddow com Anne el 5 d'abril de 2011.

## Números Musicals
| I Act - Prelude - Orchestra - We Are What We Are – Georges i Les Cagelles - (A Little More) Mascara – Albin i Les Cagelles - With Anne on My Arm – Jean-Michel i Georges - With You on My Arm – Georges i Albin - Song on the Sand – Georges - La Cage aux folles – Albin, Jacqueline i Les Cagelles - I Am What I Am – Albin | II Act - Song on the Sand (Reprise) – Georges i Albin - Masculinity – Georges, Albin, Monsieur Renaud, Madame Renaud i Tabarro - Look Over There – Georges - Dishes (Cocktail Counterpoint) – Anne, Monsieur Dindon, Madame Dindon, Georges, Jacob i Jean-Michel - The Best of Times – Albin, Jacqueline i Companyia - Look Over There (Reprise) – Jean-Michel i Georges - Finale (With You On My Arm/La Cage aux Folles/Song on the Sand/The Best Of Times) – Companyia |

## Premis i nominacions

### Producció original de Broadway
| Any  | Premi            | Categoria                       | Nominat            | Resultat  |
| ---- | ---------------- | ------------------------------- | ------------------ | --------- |
| 1984 | Premi Tony       | Millor Musical                  | Millor Musical     | GUANYADOR |
| 1984 | Premi Tony       | Millor Llibret de Musical       | Harvey Fierstein   | GUANYADOR |
| 1984 | Premi Tony       | Millor Banda Sonora             | Jerry Herman       | GUANYADOR |
| 1984 | Premi Tony       | Millor Actor de Musical         | George Hearn       | GUANYADOR |
| 1984 | Premi Tony       | Millor Actor de Musical         | Gene Barry         | nominat   |
| 1984 | Premi Tony       | Millor Direcció de Musical      | Arthur Laurents    | GUANYADOR |
| 1984 | Premi Tony       | Millor Coreografia              | Scott Salmon       | nominat   |
| 1984 | Premi Tony       | Millor Vestuari                 | Theoni V. Aldredge | GUANYADOR |
| 1984 | Premi Tony       | Millor Il·luminació             | Jules Fisher       | nominat   |
| 1984 | Premi Drama Desk | Llibret de Musical Més Destacat | Harvey Fierstein   | nominat   |
| 1984 | Premi Drama Desk | Actor de Musical Més Destacat   | George Hearn       | GUANYADOR |
| 1984 | Premi Drama Desk | Actor de Musical Més Destacat   | Gene Barry         | nominat   |
| 1984 | Premi Drama Desk | Música Més Destacada            | Jerry Herman       | GUANYADOR |
| 1984 | Premi Drama Desk | Lletres Més Destacades          | Jerry Herman       | nominat   |
| 1984 | Premi Drama Desk | Orquestracions Més Destacades   | Jim Tyler          | nominat   |
| 1984 | Premi Drama Desk | Vestuari Més Destacat           | Theoni V. Aldredge | GUANYADOR |
| 1984 | Premi Drama Desk | Il·luminació Més Destacada      | Jules Fisher       | nominat   |

### Revival de Broadway 2004
| Any  | Premi            | Categoria                       | Nominat                         | Resultat  |
| ---- | ---------------- | ------------------------------- | ------------------------------- | --------- |
| 2005 | Premi Tony       | Millor Revival de Musical       | Millor Revival de Musical       | GUANYADOR |
| 2005 | Premi Tony       | Millor Actor de Musical         | Gary Beach                      | nominat   |
| 2005 | Premi Tony       | Millor Coreografia              | Jerry Mitchell                  | GUANYADOR |
| 2005 | Premi Tony       | Millor Vestuari                 | William Ivey Long               | nominat   |
| 2005 | Premi Drama Desk | Revival de Musical Més Destacat | Revival de Musical Més Destacat | GUANYADOR |
| 2005 | Premi Drama Desk | Coreografia Més Destacada       | Jerry Mitchell                  | GUANYADOR |
| 2005 | Premi Drama Desk | Vestuari Més Destacat           | William Ivey Long               | nominat   |

### Revival de Londres 2008
| Any  | Premi                   | Categoria                                             | Nominat                | Resultat  |
| ---- | ----------------------- | ----------------------------------------------------- | ---------------------- | --------- |
| 2009 | Premis Laurence Olivier | Millor Revival Musical                                | Millor Revival Musical | GUANYADOR |
| 2009 | Premis Laurence Olivier | Millor Actor de Musical                               | Douglas Hodge          | GUANYADOR |
| 2009 | Premis Laurence Olivier | Millor Actor de Musical                               | Denis Lawson           | nominat   |
| 2009 | Premis Laurence Olivier | Millor Actuació en un Paper de Repartiment de Musical | Jason Pennycooke       | nominat   |
| 2009 | Premis Laurence Olivier | Millor Director                                       | Terry Johnson          | nominat   |
| 2009 | Premis Laurence Olivier | Millor Coreògraf                                      | Lynne Page             | nominat   |
| 2009 | Premis Laurence Olivier | Millor Vestuari                                       | Matthew Wright         | nominat   |

### Revival de Broadway 2010
| Any  | Premi              | Categoria                                       | Nominat                         | Resultat  |
| ---- | ------------------ | ----------------------------------------------- | ------------------------------- | --------- |
| 2010 | Premi Tony         | Millor Revival de Musical                       | Millor Revival de Musical       | GUANYADOR |
| 2010 | Premi Tony         | Millor Actor de Musical                         | Kelsey Grammer                  | nominat   |
| 2010 | Premi Tony         | Millor Actor de Musical                         | Douglas Hodge                   | GUANYADOR |
| 2010 | Premi Tony         | Millor Actor de Repartiment de Musical          | Robin de Jesus                  | nominat   |
| 2010 | Premi Tony         | Millor Direcció de Musical                      | Terry Johnson                   | GUANYADOR |
| 2010 | Premi Tony         | Millor Coreografia                              | Lynne Page                      | nominat   |
| 2010 | Premi Tony         | Millors Orquestracions                          | Jason Carr                      | nominat   |
| 2010 | Premi Tony         | Millor Escenografia                             | Tim Shortall                    | nominat   |
| 2010 | Premi Tony         | Millor Vestuari                                 | Matthew Wright                  | nominat   |
| 2010 | Premi Tony         | Millor Il·luminació                             | Nick Richings                   | nominat   |
| 2010 | Premi Tony         | Millor Vestuari                                 | Jonathan Deans                  | nominat   |
| 2010 | Premi Drama Desk   | Revival de Musical Més Destacat                 | Revival de Musical Més Destacat | GUANYADOR |
| 2010 | Premi Drama Desk   | Actor de Musical Més Destacat                   | Douglas Hodge                   | GUANYADOR |
| 2010 | Premi Drama Desk   | Actor de Repartiment Més Destacat en un Musical | Robin de Jesus                  | nominat   |
| 2010 | Premi Drama Desk   | Director de Musical Més Destacat                | Terry Johnson                   | nominat   |
| 2010 | Premi Drama Desk   | Coreografia Més Destacada                       | Lynne Page                      | nominat   |
| 2010 | Premi Drama Desk   | Vestuari Més Destacat                           | Matthew Wright                  | GUANYADOR |
| 2010 | Premi Drama Desk   | Disseny de So Més Destacat                      | Jonathan Deans                  | nominat   |
| 2010 | Premi Drama League | Revival de Musical Distingit                    | Revival de Musical Distingit    | GUANYADOR |
| 2010 | Premi Drama League | Premi a l'Actuació Distingida                   | Kelsey Grammer                  | nominat   |
| 2010 | Premi Drama League | Premi a l'Actuació Distingida                   | Douglas Hodge                   | nominat   |

### Producció de Barcelona
| Any  | Premi                                        | Categoria        | nominat                     | Resultat  |
| ---- | -------------------------------------------- | ---------------- | --------------------------- | --------- |
| 2019 | Premios de la Crítica de las Artes Escénicas | Musical          | Musical                     | nominat   |
| 2019 | Premios de la Crítica de las Artes Escénicas | Actor de Musical | Ivan Labanda                | nominat   |
| 2019 | Premios de la Crítica de las Artes Escénicas | Actor de Musical | Àngel Llàcer                | GUANYADOR |
| 2019 | Premios de la Crítica de las Artes Escénicas | Vestuari         | Míriam Compte               | nominat   |
| 2019 | Premis Butaca                                | Musical          | Musical                     | nominat   |
| 2019 | Premis Butaca                                | Direcció         | Àngell Llàcer               | nominat   |
| 2019 | Premis Butaca                                | Actor de Musical | Ivan Labanda                | nominat   |
| 2019 | Premis Butaca                                | Actor de Musical | Àngel Llàcer                | nominat   |
| 2019 | Premis Butaca                                | Vestuari         | Míriam Compte               | nominat   |
| 2019 | Premis Butaca                                | Caracterització  | Helena Fendy i Marta Ferrer | nominat   |